# Lacustrothermie
La lacustrothermie, du latin lacustris (se rapportant au lac) et du grec thermos (chaleur), est une solution technique consistant à puiser dans les profondeurs d'un volume d'eau douce, les calories nécessaires au fonctionnement d'une pompe à chaleur. Il s'agit donc d'une variante de la thalassothermie où la source froide est constituée d'eau marine salée.

## Principe
En mode de production de chaleur, la lacustrothermie utilise de l'eau douce puisée à plusieurs mètres de profondeur pour la refroidir dans un échangeur, avant d'être rejetée ensuite plus loin dans l'étendue d'eau. Cet échangeur est constitutif d'une pompe à chaleur (évaporateur) qui sert, par exemple, à chauffer des locaux ou de l'eau chaude sanitaire. En mode de production de froid, le principe est le même, mais c'est l'eau du lac qui est réchauffée.
L'efficacité est plus grande qu'avec l'aérothermie, où les calories sont captées dans l'air, milieu moins dense.[réf. souhaitée]

## Exemples de réalisations
En France, la première installation lacustrothermique est mise en service en 2023 à Annecy au quartier des Trésums qui compte 270 logements ainsi qu'un hôtel dans une vingtaine de bâtiments. Le réseau de chaleur local utilise les eaux du lac pour se chauffer en hiver et se rafraîchir en été. L'eau est pompée à 21 mètres de profondeur où elle est à 7 °C.
En Suisse, un vaste chantier lancé en 2015 vise à chauffer et climatiser la moitié des bâtiments du canton de Genève grâce aux eaux du lac Léman, d'ici à 2035. Selon les scientifiques de l'École polytechnique de Lausanne[réf. souhaitée], la lacustrothermie pourrait couvrir 30 % des besoins de chauffage de tout le pays grâce aux nombreux lacs qui y existent.